# Хосе Каљехон
Хосе Марија Каљехон (шп. José María Callejón, 11. фебруар. 1987) је шпански фудбалер. Игра у везном реду, на бочној позицији. Тренутно наступа за Фјорентину. За младу репрезентацију наступао од 2008. године.

## Трофеји

### Реал Мадрид
- Првенство Шпаније (1) : 2011/12.
- Суперкуп Шпаније (1) : 2012.

### Наполи
- Куп Италије (1) : 2013/14.
- Суперкуп Италије (1) : 2014.